# دشنه رحمت

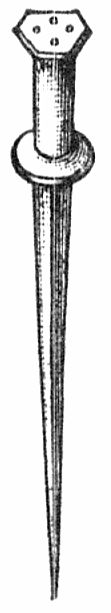
Misericorde

دشنه رحمت یک چاقوی نازک و دراز بود که در قرون وسطای میانه برای ارائه ضربه مرگ (ضربه رحمت) به شوالیه‌ای که به‌طور جدی زخمی شده بود، استفاده می‌شد. تیغه به اندازه کافی نازک بود که بتواند از طریق شکاف بین صفحات زره ضربه اش را وارد بیاورد.
نام انگلیسی این دشنه misericorde از کلمه لاتین misericordia به معنی رحمت نمودن مشتق شده‌است.
این سلاح، در عصر مبارزه با اسلحه سرد، برای خلاص کردن شوالیه‌هایی که زخم‌های کشنده ای را دریافت کرده بودند، اما این زخمها باعث مرگ فوری آنان نمی‌شدند و در نتیجه فرد مجروح در حال زجرکش شدن بود، استفاده می‌گردید. همچنین می‌توانست در گلاویز شدن به عنوان وسیله ای برای کشتن دشمن استفاده شود. تیغه را می‌توان با هدف سوراخ کردن مغز از طریق سوراخهای چشمی یا محافظ چشم در کلاه خود یا به منظور سوراخ کردن قلب از طریق سوراخ یا نقاط ضعف در زره تکه ای، مانند زیر بازو، فرو نمود. این سلاح از قرن ۱۲ میلادی شناخته شده بوده و در نیروهای آلمان، ایران و انگلیس مشاهده شده‌است.

## یادداشت
1. ↑  Bradbury, Jim (2004). The Routledge Companion to Medieval Warfare (Hardcover). Routledge. pp. 392. ISBN 978-0-415-22126-9.
2. ↑  Lacombe, Paul (2004). Arms and Armour in Antiquity and the Middle Ages: Also a Descriptive Notice of Modern Weapons.). University of Michigan Library. p. 324. ISBN 978-0-217-17547-0.
3. ↑  Riley, Henry Thomas (1868). Memorials of London and London Life, in The XIIIth, XIVth and XVth Centuries. Being a Series of Extracts Local, Social, and Political, from the Early Archives of the City of London A.D. 1276–1419. London: Longmans, Green and Co.